# Pat Roberts
 Ikke at forveksle med Pat Robertson og Patrick Roberts.
Charles Patrick "Pat" Roberts (født 20. april 1936 i Topeka) er en amerikansk republikansk politiker. Han var medlem af USA's senat valgt i Kansas siden 1997 indtil 2021. Han var medlem af Repræsentanternes Hus i perioden 1981–1997.